# Trasformismo (spettacolo)
Il trasformismo, nell'ambito dello spettacolo teatrale, è la capacità di mutare repentinamente le proprie sembianze al fine di caratterizzare in pochi istanti più personaggi inseriti nel medesimo contesto scenico e/o drammaturgico.
La definizione fornita dall'Enciclopedia dello Spettacolo dà conto di come il trasformismo consista in una serie di imitazioni o "impersonations", la cui attrattiva principale sta nella rapidità con cui si effettuano i cambiamenti di trucco e di costume.
Il termine trasformismo ha anche dato origine alla locuzione trasformismo politico, che sta ad indicare l'abilità di personalità della politica nel mutare indirizzo in un breve volgere di tempo ed ha assunto, nell'Italia della seconda Repubblica, una forte caratterizzazione negativa.

## Il trasformismo "alla Fregoli"
Il maggior interprete del trasformismo scenico è stato sicuramente l'attore e cantante di teatro italiano Leopoldo Fregoli, il quale, nei primi anni del Novecento, ha creato e consolidato le tecniche e gli espedienti scenici necessari alla riuscita dello spettacolo.
Fregoli è da considerarsi anche il padre del  trasformismo in ambito della moda.

L'attore trasformista Leopoldo Fregoli

In suo onore è stato coniato il termine fregolismo, ad indicare appunto la capacità di mutare repentinamente sembianze, come in natura riesce a fare il camaleonte.

## Altri interpreti
L'attore e regista statunitense Woody Allen ha portato sul grande schermo nel 1983 il film Zelig, da lui diretto e interpretato, nel quale ripercorre la vita di un personaggio immaginario che cambia aspetto in maniera involontaria adeguandosi alle sembianze ed alla personalità dell'interlocutore che ha davanti.  Il trasformismo di Zelig, applicato alla vita quotidiana, coinvolge tematiche psicologiche ed emotive collegate a difetti della personalità.
Tra gli attori italiani che hanno realizzato spettacoli utilizzando il trasformismo scenico vi sono Totò, Gigi Proietti, Dominot, Ennio Marchetto, Luca Lombardo, Carlo Verdone, Paolo Calabresi e soprattutto Arturo Brachetti, attualmente il massimo interprete mondiale di queste tecniche, al quale si deve il merito di aver ridato, a partire dagli anni '80, notorietà al trasformismo teatrale, praticamente scomparso dopo la morte di Fregoli nel 1936, e che ha realizzato una brillante carriera portando in scena spettacoli basati esclusivamente sulla sua capacità trasformistica. Brachetti è anche titolare del Guiness dei primati come trasformista più veloce al mondo, con 81 personaggi diversi interpretati in due ore.
In tempi recenti il trasformismo scenico è stato assimilato - en travesti (v. travestitismo) - all'attività artistica da attori impegnati in spettacoli di genere drag queen o drag king.